# ザ・クリプス
ザ・クリプス (Clipse)とは、アメリカ合衆国のラップデュオである。バージニア州バージニアビーチにて結成された。

## グループ概要
1992年結成。1997年にデビュー。その後2002年に、人気プロデューサーチーム、ザ・ネプチューンズに見出されて発表したアルバム『Lord Willin'』が、全米で100万枚以上を売り上げた。2009年には、アパレルブランド「Play Cloth」も立ち上げている。

## メンバー
- ノー・マリス (No Malice)

プシャ・Tの兄。
- プシャ・T (Pusha T)

## ディスコグラフィー
スタジオ・アルバム
- Exclusive Audio Footage (1997)
- Lord Willin' (2002)
- Hell Hath No Fury (2006)
- Til the Casket Drops (2009)